# Cosmophasis laticlavia
Cosmophasis laticlavia är en spindelart som först beskrevs av Tord Tamerlan Teodor Thorell 1892.  Cosmophasis laticlavia ingår i släktet Cosmophasis och familjen hoppspindlar. Inga underarter finns listade i Catalogue of Life.